# ロック・フェスティバル

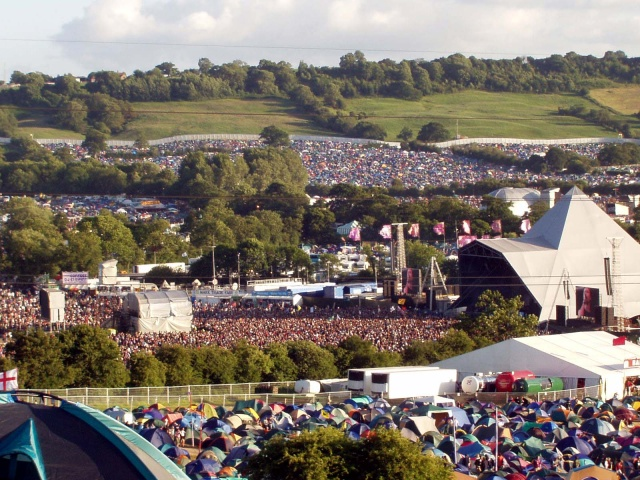
イギリスのロック・フェスティバル、グラストンベリーの会場

ロック・フェスティバル（英: rock festival）は、ロックバンドが多数出演する大規模な音楽コンサートである。俗にロックフェス（rock fes.）と略され、さらに縮めてフェス（fes.）とも呼ばれる。ロックに特化していないフェスティバルにも総称としてロック・フェスティバルの言葉が使われることが多く、本項ではポピュラー音楽を扱う音楽フェスティバル全般について記述する。
1960年代後半にアメリカで始まったロック・フェスティバルは、多くの場合、開放的な農村地域や野外のスポーツアリーナ、公園などの野外で2日以上に渡って開催される。複数のステージと多数の出演者を特徴とし、多くの観客を集め、時には数十万人規模になることもある。このような新しい形態の音楽祭をロック・フェスティバルと呼ぶようになり、現代ではロックだけでなくポピュラー音楽全般へと対象ジャンルを広げたイベントもロック・フェスティバルと呼んでいる。

## 歴史

### 世界

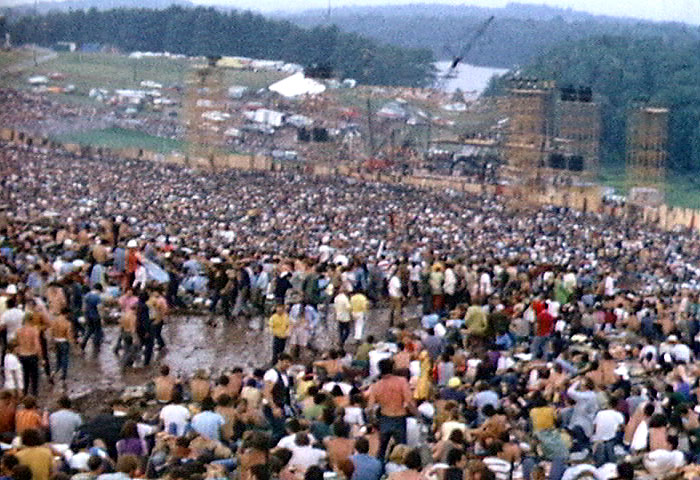
アメリカのロック・フェスティバル、ウッドストックの会場（1969年）

1960年代後半にアメリカ合衆国で開催されたモントレー・ポップ・フェスティバルやウッドストック・フェスティバルがロック・フェスティバルの始まりである。他にワイト島音楽祭、ザ・ストーンズ・イン・ザ・パーク（複数バンド参加）、バングラデシュ救済コンサート、ワトキンス・グレン、SNACKコンサート、ザ・バンド・ラスト・ワルツ、ノー・ニュークス・コンサートなど1960年代後半から1970年代にかけては、歴史的で価値のあるロック・フェスが開催された時代だった。
1980年代の社会的なコンサートとしては、ニール・ヤングらによる「ファーム・エイド」があげられる。これ以降は集客に力点が置かれた、文字通りのフェスティバルが多くなる傾向が見られた。
1980年代にはヘヴィメタル・フェスのモンスターズ・オブ・ロック、1990年代初頭にはオルタナティブ・ロックの隆盛に伴ってアメリカ合衆国のロラパルーザやイギリスのグラストンベリー・フェスティバルなどの野外ロック・フェスティバルが開催された。2000年代に入るとコーチェラやボナルーといった新世代のフェスティバルが人気を博し、2010年代はロックからEDM、ポップ、ヒップホップへとフェスティバルの主流が移り変わっていった。

### 日本
日本では1969年に第1回「日本ロック・フェスティバル」が厚生年金ホールで行われ、その後、日比谷野外音楽堂において「日比谷ロック・フェスティバル」が開催されるようになった。1974年に大規模な「ワン・ステップ・フェスティバル」、1975〜1976年には「ワールド・ロック・フェスティバル・イーストランド」が開催された。現在のような郊外の野外で大規模に毎年開催されるようになった例としては、1981年から始まったロックンロールオリンピックがある。
バブル景気期の1980年代末になると、大型スポンサーを後ろ盾に外国のジャズやロックの著名なアーティストを呼んだ大規模な野外コンサートが行われるようになったが、バブル崩壊でスポンサーを失うと下火になっていった。
しかし欧米での野外ロック・フェスティバルの隆盛を受け、1997年に開催されたFUJI ROCK FESTIVALを皮切りに、RISING SUN ROCK FESTIVAL、SUMMER SONIC、ROCK IN JAPAN FESTIVALが開催され、現在これらは日本4大ロックフェスと呼ばれている。4大ロックフェスを含む多くのロックフェスが夏に開催される一方、春フェスの代表としてARABAKI ROCK FEST.、VIVA LA ROCK、JAPAN JAM、METROPOLITAN ROCK FESTIVALなどがある。
なお、日本では1つのステージに数組のバンドが出演する、通常のコンサートと変わらない形態のイベントがロックフェスティバルを自称する場合がある。

## 特徴

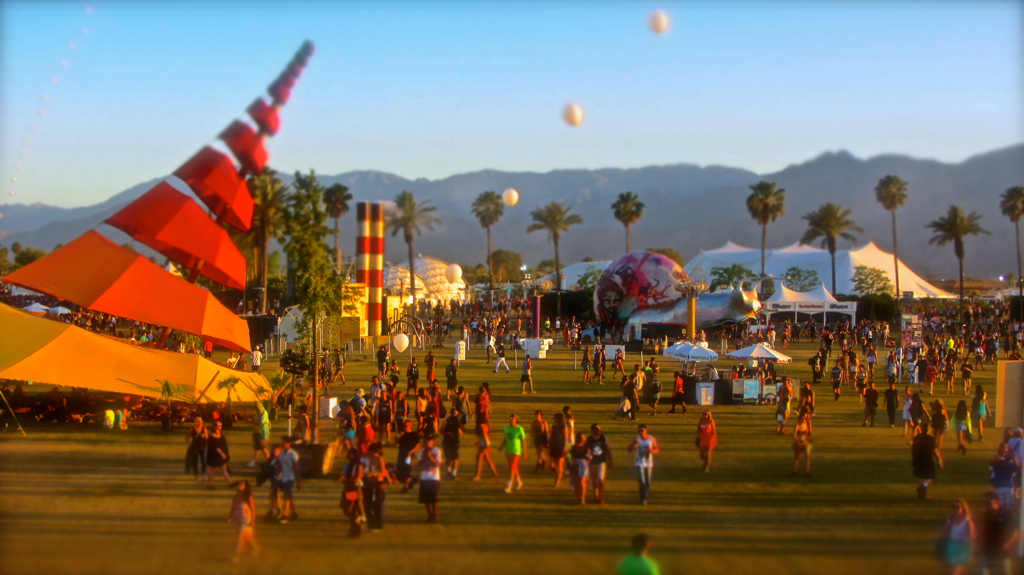
アメリカの音楽フェスティバル、コーチェラの会場（2013年）

通常のコンサートは、ステージが1つで出演するアーティストのラインナップが少ないのに対し、ロック・フェスティバルでは広大なエリアに複数のステージと多数の出演者が用意されていることが多い。
観客はスケジュール表（タイムテーブル、set times）で出演者のステージと時間を確認し、自由に会場内を移動することができる。
多くのフェスティバルではキャンプエリアを提供している。これは開催地の宿泊施設ではすべての観客をサポートできないためか、会場への交通アクセスが混雑しないようにするためとされる。
多数の観客が集まるロック・フェスティバルはトラブルも多く、1999年のウッドストックのように水などのリソースが観客に十分に提供されず失敗に終わった例もある。

## 一覧

### 日本

#### 毎年開催

##### 北海道・東北地方

###### 北海道
- OTO TO TABI
- RISING SUN ROCK FESTIVAL
- JOIN ALIVE
- 活性の火

###### 岩手県
- いしがきミュージックフェスティバル

###### 宮城県
- ARABAKI ROCK FEST.
- 気仙沼サンマフェスティバル

###### 秋田県
- 秋田CARAVAN MUSIC FES
- 男鹿ナマハゲロックフェスティバル

###### 山形県
- 岩壁音楽祭

###### 福島県
- 風とロック芋煮会
- 騎馬武者ロックフェス

##### 関東地方

###### 茨城県
- LuckyFes

###### 栃木県
- ベリテンライブ

###### 群馬県
- 1000人ROCK FES.GUNMA

###### 千葉県
- COUNTDOWN JAPAN
- 氣志團万博
- SATANIC CARNIVAL
- SONICMANIA
- JAPAN JAM
- ROCK IN JAPAN FESTIVAL

###### 東京都
- ULTRA JAPAN
- SYNCHRONICITY
- SOUL CAMP
- TOKYO BIG RUMBLE
- 未確認フェスティバル

###### 埼玉県
- VIVA LA ROCK

###### 神奈川県
- BAYCAMP
- DEAD POP FESTiVAL

##### 中部地方

###### 新潟県
- 音楽と髭達 FESTIVAL
- Jin Rock Festival
- FUJI ROCK FESTIVAL

###### 富山県
- スキヤキ・ミーツ・ザ・ワールド

###### 山梨県
- Augusta Camp
- SOUND CONIFER 229
- SWEET LOVE SHOWER
- Mt. FUJIMAKI

###### 石川県
- POP HILL
- 百万石音楽祭〜ミリオンロックフェスティバル〜
- 白山一里野音楽祭

###### 長野県
- 高ボッチFES
- HAKUBA ヤッホー FESTIVAL
- 焼來肉ロックフェス
- りんご音楽祭

###### 静岡県
- 朝霧JAM
- 頂 -ITADAKI-
- マグロック
- フジソニック

###### 岐阜県
- 中津川 THE SOLAR BUDOKAN

###### 愛知県
- IMAIKE GO NOW
- スキマフェス
- TREASURE05X
- NAMIMONOGATARI
- BLARE FEST
- MERRY ROCK PARADE
- 森、道、市場
- YON FES

##### 近畿地方

###### 滋賀県
- EAT THE ROCK
- INAZUMA ROCK FES

###### 京都府
- 京都音楽博覧会
- 京都大作戦
- ボロフェスタ
- ポルノ超特急

###### 大阪府
- OTODAMA 音泉魂
- コヤブソニック
- 見放題
- RUSH BALL
- RADIO CRAZY
- METROPOLITAN ROCK FESTIVAL
- 千のRockYou!!

###### 兵庫県
- COMIN'KOBE

##### 中国地方

###### 島根県
- Shimane Jett Fes.

###### 山口県
- WILD BUNCH FEST.

##### 四国地方

###### 徳島県
- Exciting Summer in WAJIKI

###### 香川県
- MONSTER baSH

##### 九州・沖縄地方

###### 福岡県
- GOTTON JAM
- CIRCLE
- Sunset Live
- NUMBER SHOT

###### 長崎県
- Sky Jamboree

###### 大分県
- ジゴロック
- 別府温泉ぶっかけフェス (BOB)

###### 鹿児島県
- THE GREAT SATSUMANIAN HESTIVAL

###### 沖縄県
- PEACEFUL LOVE Rock Festival
- MIYAKO ISLAND ROCK FESTIVAL

##### 複数都市同時開催型
同時に複数の都市で開催し、日によって出演者を入れ替えるフェスティバル
- SUMMER SONIC
- PUNK SPRING

##### 都市巡回型
各地の都市を巡回するフェスティバル
- a-nation
- METROCK
- 夏の魔物
- FREEDOM aozora

##### 開催地不定
- THE CAMP BOOK
- 葉加瀬太郎 音楽祭

#### 不定期開催
- ap bank fes
- AIR JAM
- NAONのYAON
- LUNATIC FEST.

#### 単発開催
- 幻野祭（1971年）
- ワン・ステップ・フェスティバル（1974年）
- ワールド・ロック・フェスティバル・イーストランド（1975年）

　　↑上記の3つは翌年も開催されており「単発開催」ではない。
- 国際青年年記念 ALL TOGETHER NOW（1985年）
- BEAT CHILD（1987年）
- さんピンCAMP（1996年）
- KOIWAI ROCK FESTIVAL（2003年）
- THE ROCK ODYSSEY（2004年）
- UDO MUSIC FESTIVAL（2006年）
- THE 夢人島 Fes.（2006年）
- hide memorial summit（2008年）
- VISUAL JAPAN SUMMIT（2016年）

#### 終了

##### 北海道・東北地方

###### 青森県
- ハマロック（1994年 - 2003年）

###### 宮城県
- Rock'n Roll Olympic（1981年 - 1994年）

###### 福島県
- Tororo Rock FESTIVAL（2005年 - 2008年）

##### 関東地方

###### 埼玉県
- SUPER ROCK IN JAPAN（英語版）（1984年 - 1985年）
- LOUD PARK（2006年 - 2017年）

###### 千葉県
- EDC Japan（2017年 - 2019年）
- V-ROCK FESTIVAL（2009年 - 2012年）
- Electraglide（2000年 - 2013年）
- エレクトロックス（2014年 - 2017年）

###### 東京都
- 湘南音祭（2005年 - 2013年）
- 閃光ライオット（2008年 - 2014年）
- B BOY PARK（1997年 - 2017年）
- 日本語のろっくとふぉーくのコンサート（日比谷野音）（1970年 - 1972年）
- 日比谷ロック・フェスティバル（1971年）
- WORLD HAPPINESS（2008年 - 2017年）[注 5]
- ROCKS TOKYO（2010年 - 2012年）

##### 中部地方

###### 長野県
- TAICOCLUB（2006年 - 2018年）

###### 岐阜県
- 全日本フォークジャンボリー（1969年 - 1971年）
- YAMAHA Popular Contest（1969年 - 1986年）

###### 静岡県
- METAMORPHOSE（2000年 - 2012年）

###### 愛知県
- Rock on the Rock（2004年 - 2012年）

##### 近畿地方

###### 三重県
- TOKAI SUMMIT（2007年 - 2016年）

##### 中国地方

###### 鳥取県
- Daisen Music Resort（2000年 - 2006年）

###### 岡山県
- 蒜山サマーミュージックフェスティバル（1982年 - 1991年）
- 蒜山ロックフェスティバル（1993年 - 1998年）

###### 広島県
- SETSTOCK（1999年 - 2012年）

##### 九州・沖縄地方

###### 福岡県
- HIGHER GROUND（2003年 - 2012年）

###### 大分県
- 別府国際ジャズフェスティバル 城島ジャズイン（1972年 - 1997年）

##### 複数都市同時開催型
同時に複数の都市で開催し、日によって出演者を入れ替えるフェスティバル
- SPRINGROOVE（2006年 - 2015年）
- POPSPRING（2016年 - 2018年）

##### 都市巡回型
各地の都市を巡回するフェスティバル
- YOUNG FLAG（2007年 - 2009年）

##### 開催地不定
- Dream Power ジョン・レノン スーパー・ライヴ（2001年 - 2013年）
- NANO-MUGEN FES.（2003年 - 2014年）
- BEAST FEAST（2001年 - 2002年）
- British Anthems（2006年 - 2010年）
- BOYZ OF SUMMER（2004年 - 2009年）
- マグマ（2007年 - 2009年）
- 夕焼けまつり（石川・東京）（1973年 - 1979年、1993年、1996年、2003年 - 2008年）
- RAINBOW2000（石川・静岡）（1996年 - 1999年）
- レゲエ・サンスプラッシュ（1985年 - 1997年）
- レゲエ・ジャパン・スプラッシュ（1984年 - 2003年）
- WIRE（1999年 - 2013年）

### 世界

#### 毎年開催

##### 北アメリカ

###### アメリカ合衆国
- ヴードゥー・エクスピリエンス
- ウルトラ・ミュージック・フェスティバル
- エレクトリック・デイジー・カーニバル
- オースティン・シティ・リミッツ
- ガバナーズ・ボール・ミュージック・フェスティバル
- コーチェラ・フェスティバル
- サウス・バイ・サウスウエスト
- ニューオーリンズ・ジャズ&ヘリテッジ・フェスティバル
- バンバーシュート
- ファーム・エイド
- ボナルー・フェスティバル
- ロラパルーザ

###### カナダ
- オシアガ・フェスティバル

##### 南アメリカ

###### アルゼンチン
- ソナー ブエノスアイレス
- ロラパルーザ アルゼンチン

###### チリ
- ロラパルーザ チリ

###### ブラジル
- ロック・イン・リオ
- ロラパルーザ ブラジル

###### コロンビア
- ソナー ボゴタ

##### ヨーロッパ

###### イギリス
- ワイト島フェスティバル
- グラストンベリー・フェスティバル
- ダウンロード・フェスティバル
- ラヴボックス・フェスティバル
- リーズ・フェスティバル
- レディング・フェスティバル
- ワイヤレス・フェスティバル
- モンスターズ・オブ・ロック（1980年 - 1996年）
- T in the Park（1994年 - 2016年）

###### フランス
- ロラパルーザ パリ

###### スペイン
- ソナー
- プリマヴェーラ・サウンド
- マッド・クール

###### オランダ
- ピンクポップ・フェスティバル
- ローランズ

###### ベルギー
- トゥモローランド
- プッケルポップ
- ロック・ウェルフテル

###### デンマーク
- ロスキレ・フェスティバル

###### ドイツ
- ヴァッケン・オープン・エア
- サウスサイド・フェスティバル
- ハリケーン・フェスティバル
- メルト・フェスティバル
- ロック・アム・リング
- ロック・イム・パルク
- ロラパルーザ ベルリン
- ラブパレード（1989年 - 2010年）

###### スイス
- モントルー・ジャズ・フェスティバル

###### アイスランド
- ソナー レイキャビーク

###### スウェーデン
- ウェイ・アウト・ウエスト
- ロラパルーザ ストックホルム

###### フィンランド
- フロー・フェスティバル

###### ポーランド
- オープナー・フェスティバル

###### スロバキア
- ポホダ

###### セルビア
- EXIT

##### 中東

###### トルコ
- ソナー イスタンブール

##### アフリカ

###### モロッコ
- マワジン

##### オセアニア
- ビッグ・デイ・アウト（1992年 - 2014年）

###### オーストラリア
- ダウンロード オーストラリア

##### アジア

###### 韓国
- ペンタポート・ロック・フェスティバル
- ジサン・バレー・ロック・フェスティバル

###### 香港
- ソナー 香港

##### 都市巡回型
各地の都市を巡回するフェスティバル
- オズフェスト
- G3
- ノットフェスト
- ワープド・ツアー（1995年 - 2019年）
- ロラパルーザ（1991年 - 1997年および2003年の回までは北アメリカ巡回。以降はシカゴで開催）

#### 不定期開催
- ウッドストック・フェスティバル（1969年・1994年・1999年）

#### 単発開催
- モンタレー・ポップ・フェスティバル（1967年）
- ザ・ストーンズ・イン・ザ・パーク（1969年）
- アトランタ・インターナショナル・ポップ・フェスティバル（1970年）
- バングラデシュ救済コンサート（1971年）
- ワトキンス・グレン（1973年）
- SNACKコンサート（1975年）
- ザ・バンド・ラスト・ワルツ（1976年 映画公開：1978年）
- ノー・ニュークス・コンサート（1979年）
- LIVE 8（2005年）
- LIVE EARTH（2007年）